# Casimiro de Oliveira
Casimiro Antônio Pinto de Oliveira (Porto, 8 september 1907 - 22 november 1970) was een Portugees autocoureur. Hij schreef zich in 1958 in voor één Formule 1-race, zijn thuisrace van dat jaar voor het team Maserati. Hij was op het moment van de race echter niet aanwezig op het Circuito da Boavista, waar de race gehouden werd, en startte de race dus niet. De Oliveira schreef zich hierna nooit meer in voor een Formule 1-race.
De Oliveira reed voor zijn korte F1-carrière ook nog in de sportscars tussen 1950 en 1955, waarin hij vijf overwinningen behaalde. Hij was de broer van filmregisseur Manoel de Oliveira.